# Половинко, Поликарп Александрович
Поликарп Александрович Половинко (1915—1945) — участник Великой Отечественной войны, Герой Советского Союза (1945).

## Биография
Родился 21 февраля 1915 года в селе Самарское области Войска Донского, ныне Азовского района Ростовской области, в семье крестьянина. Русский.
Окончил 7 классов и Батайское железнодорожное училище. Работал помощником машиниста.
В Красной Армии с марта 1942 года. Член КПСС с 1942 года. Окончил ускоренный курс военно-политического училища. Затем был направлен на Ленинградский фронт. В этих боях Поликарп Александрович был тяжело ранен и отправлен в госпиталь. В 1944 году окончил Ростовское училище самоходной артиллерии.
Командир батареи САУ-85 1819-го Краснознамённого ордена Богдана Хмельницкого артполка резерва Главного командования, старший лейтенант Половинко П. А. звание Героя получил посмертно за мужество и храбрость, проявленные в боях за город Бишофсбург, Восточная Пруссия (ныне город Бискупец, Польша).
Погиб 28 января 1945 года. Похоронен северо-западнее города Бискупец.
В наградном листе П. А. Половинко говорится:

«В боях за город Бишофсбург (Восточная Пруссия) старший лейтенант Половинко со своей батареей первым ворвался в город и стремительным броском вышел на северную окраину, очистил город от вражеских захватчиков. Уничтожил при этом 17 противотанковых орудий, 2 бронетранспортёра, 14 автомашин и свыше 250 фашистов. Когда у него остался последний патрон, выстрелил в себя».

## Память

Памятная доска в Батайске

- В селе Самарское (Ростовская область) в честь Героя Советского Союза Половинко Поликарпа Александровича и воинов 135-й танковой бригады, защищавших населённый пункт в годы Великой Отечественной войны, в качестве памятника установлена установка СУ-100[1].
- Его имя носит школа, в которой он учился.
- В городе Батайске Ростовской области есть улица имени Половинко, а также установлены две памятные доски на здании училища, где он учился.
- Именем Героя названа улица в посёлке «Южный», который находится близ села Самарского[2].

## Награды
- Указом президиума Верховного Совета СССР от 26 июня 1945 года Поликарпу Александровичу Половинко было посмертно присвоено звание Героя Советского Союза.
- Орден Ленина, орден Отечественной войны 1-й степени, медаль «За оборону Ленинграда».

## Интересный факт
Такое же звание Героя Советского Союза получил и племянник Половинко — Таранцев, Пётр Тимофеевич.